# 呉思豫
呉 思豫（ご しよ）は、中華民国の軍人。主に国民革命軍の北伐時に活躍した。字は立凡。

## 事跡
1905年（光緒31年）、浙江武備学堂歩兵科を卒業し、日本へ留学する。東京振武学校を経て陸軍士官学校歩兵科で学んだ。1910年（宣統2年）に卒業して帰国する。辛亥革命が勃発すると、浙江省の革命派が樹立した浙江軍政府において参議会参議と総司令部副官処処長をつとめた。後に陸軍第6師歩兵第98団団長、寧台鎮守使署参謀長を歴任する。
1925年（民国14年）、呉思豫は広州に移り、蔣介石から黄埔軍官学校訓練部少将主任兼長洲要塞中将司令に任ぜられた。その後北伐に参戦し、1927年（民国16年）に浙江省政府軍事庁中将参謀長となり、翌年1月には国民革命軍総司令部弁公庁主任に移る。同年は、参軍処総務局局長、参軍処参軍長代理もつとめた。
北伐終了後の1929年（民国18年）7月より、呉思豫は青島特別市市長代理（馬福祥の代理）兼青島警備司令となる。翌1930年（民国19年）1月から1933年（民国21年）2月まで、首都警察庁庁長をつとめた。1935年（民国24年）5月、軍事委員会弁公庁副主任となる。翌年1月、中将銜を授与された。
日中戦争においては、呉思豫は戦闘の前線に立つことも、政務の要職に就くことも無かった。考試院法規委員や軍事委員会銓叙庁中将庁長、撫恤委員会副主任委員などの閑職しかつとめていない。戦後の1946年（民国35年）6月、国民政府参軍処参軍兼典礼局中将局長となり、同年11月には制憲国民大会代表に選出される。1948年（民国37年）5月、総統府第4局中将局長兼参軍となった。翌1949年（民国38年）5月までにこれらの地位を退き、香港に移住している。
1961年、死去。享年76。